# Escaleras de Jorge Juan
Las escaleras de Jorge Juan son una construcción monumental situada en la ciudad de Alicante (España). Fueron edificadas en la década de 1940 al inicio de la Avenida General Marvá, con el propósito de conectar dicha avenida con el parque del Doctor Rico y la zona verde del monte Tossal y el castillo de San Fernando.
El conjunto debe su nombre al marino y científico alicantino Jorge Juan y Santacilia. En la parte superior de las escaleras se encuentra el Instituto Jorge Juan, una construcción posterior que culmina el conjunto. Además, frente a este edificio, se halla un mirador desde el que se pueden observar varios puntos destacados de la ciudad, como la Avenida del General Marvá, la Plaza de los Luceros, la Avenida Federico Soto, la Avenida Doctor Gadea y el puerto de Alicante en el horizonte.
En la actualidad, las escaleras presentan signos de deterioro debido a las pintadas y el uso frecuente de la zona para reuniones al aire libre, conocidas localmente como botellón. Bajo las escaleras se encuentra un pequeño túnel que facilita el paso peatonal entre las calles adyacentes.